# زيفكو زيفكوفيتش
زيفكو زيفكوفيتش (يكتب Živko Živkovi) (السيريلية الصربية Живко Живковић)؛14 أبريل 1989) هو لاعب كرة قدم صربي، يلعب حارس مرمى لنادي نادي باوك في الدوري اليوناني الممتاز.